# Shu-bi-dua (группа)
Shu-bi-dua — датская поп-группа, начало которой было положено в 1973 г. в Копенгагене малоизвестной тогда группой Passport, в состав которой входили гитаристы Микель Хардингер (Michael Hardinger) и Пол Майендорфф (Poul Meyendorff), ударник Боссе Халл Кристенсен (Bosse Hall Christensen) и бас-гитарист Ньельс Грёнбех (Niels Grønbech). После того, как к группе присоединились вокалист Микель Бундесен (Michael Bundesen) и клавишник Енс Тэе Ньельсен (Jens Tage Nielsen), группа изменила своё название c Passport на Shu-bi-dua и выпустила свой дебютный сингл Fed Rock/Tynd Blues. Однако после этого группа возвращается к своему прежнему названию и выпускает сингл Change of the Guard/Highway of Living. Изначально группа Shu-bi-dua планировалась как группа одной песни, но после того, как песня Fed Rock c их дебютного сингла стала хитом, было принято решение продолжить работу в данном составе. Вскоре название Passport было окончательно забыто.
В качестве Shu-bi-dua к группе стал быстро приходить успех. В 1974 году они выпустили свой первый альбом с одноимённым названием Shu-bi-dua. Однако после выхода этого альбома группу покидает Пол Майендорфф и на его место приходит Клаус Асмуссен (Claus Asmussen), который до этого был специалистом по настройке технического оборудования.
С этого момента состав группы стал претерпевать многочисленные изменения. В 1977 году бас-гитарист Ким Даугоорд (Kim Daugaard) заменил Ньельса Грёнбеха, Вилли Педерсен (Willy Pedersen) заменил Енса Тэе Ньельсена, а Боссе Халл Кристенсен был заменён Каспером Уайндингом (Kasper Winding). В 1984 году Микель Бундесен покинул группу ради работы на Kanal 2, одном из телевизионных каналов Копенгагена. В это же время Каспер Уайндинг покидает группу, и на его место приходит Пол Каллаби (Paul Callaby). В 1987 году Вилли Педерсен покидает группу, и Ёрген Торуп, который к тому времени уже 2 года пел в бэк-вокале Shu-bi-dua, становится её постоянным членом. В том же году ещё одним членом группы становится Сёрен Якобсен (Søren Jacobsen), а Микель Бундесен возвращается в группу в качестве вокалиста. В 1988 году Сёрен Якобсен покидает группу, а Пола Каллаби заменяет Петер Андерсен (Peter Andersen).
После работы над фильмом Den Røde Tråd, который увидел свет в 1989 году, в творчестве группы наступает затишье, после чего в 1992 году они возвращаются на сцену с хитом Sexchicane. За это время группа переиздаёт все свои песни на СD, а в 1991 году был выпущен Stærk Tobak, сборник их наиболее популярных композиций.
В 1997 году, после 24-летней работы в группе её ряды покинул Микель Хардингер. Гитаристом в Shu-bi-dua становится Уле Кибсгоорд (Ole Kibsgaard). А в 2001 году группу покидает Ёрген Торуп, и клавишником группы становится Якоб Кристофферсен (Jacob Christoffersen). В 2003 году в ознаменование своей 30-летней годовщины Shu-bi-dua выпускает сборник Shu-bi-dua 200(сборник состоит из 10-и дисков, в каждом из которых по 20 песен). А в 2005 году группу покинул и Клаус Асмуссен.
19 мая 2011 года у солиста группы, Микеля Бундесена, обнаружился кровяной тромб, в связи с чем его срочно госпитализировали; и несмотря на то, что довольно быстро его состояние улучшилось, группа решила отменить все концерты вплоть до конца 2011 года.

## Состав группы
- Микель Бундесен (вокал), 1973—1984, 1987-
- Микель Хардингер (гитара, вокал), 1973—1997
- Пол Майендорфф (гитара), 1973—1974
- Ньельс Грёнбех (бас-гитара), 1973—1977
- Боссе Халл Кристенсен (ударные), 1973—1981
- Енс Тэе Ньельсен (клавишные), 1973—1981
- Клаус Асмуссен (гитара, вокал), 1975—2005
- Ким Даугоорд (бас-гитара, вокал), 1977-
- Каспер Уайндинг (ударные), 1981—1984
- Вилли Педерсен (клавишные), 1981—1986
- Пол Каллаби (ударные), 1984—1988
- Ёрген Торуп (клавишные, вокал), 1987—2001
- Сёрен Якобсен (клавишные, гитара), 1987—1988
- Петер Андерсен (ударные, вокал), 1988-
- Уле Кибсгоорд (гитара, вокал), 1997-
- Якоб Кристофферсен (клавишные, вокал), 2001-

## Дискография
- Shu-bi-dua, 1974
- Shu-bi-dua 2, 1975
- Shu-bi-due 3, 1976
- Shu-bi-dua 4, 1977
- 78’eren, 1978
- Shu-bi-dua 6, 1979
- Shu-bi-dua 7, 1980
- Shu-bi-dua 8, 1982
- Shu-bi-dua 9, 1982
- Shu-bi-dua 10, 1983
- Shu-bi-dua 11, 1985
- Shu-bi-dua 12, 1987
- Shu-bi-dua 13, 1992
- Shu-bi-dua 14, 1993
- Shu-bi-40, 1993
- Shu-bi-dua 15, 1995
- Shu-bi-du@ 16, 1997
- Shu-bi-dua 17, 2000
- Rap Jul og Godt Nytår, 2001
- Shu-bi-dua 18, 2005

## Сборники и концертные записи
- Shu-bi-dua værste, 1975
- Leif i Parken, 1978
- Du’ernes bedste, 1981
- Da mor var dreng, 1985
- 32 hits, 1988
- Stærk Tobak (3 CD), 1991
- Vi finner oss ikke i sexcjikane, 1992
- Live og glade dage, 1994
- Femten skarpe skud, 1996
- 40 beste (на норвежском языке), 1997
- Shu-bi-dua BT, 1998,
- Shu-bi-læum, 1998,
- Rap Jul & Godt Nytår, 2001
- Shu-bi-dua 200, 2003
- Symfo-ni-dua, 2004